# María Fernanda Espinosa
María Fernanda Espinosa Garcés (sinh ngày 7 tháng 9 năm 1964) là một chính trị gia Ecuador và là một nhà ngoại giao. Bà đã được bầu làm Chủ tịch Đại Hội đồng Liên Hợp Quốc trong phiên họp thứ 73, văn phòng dự kiến sẽ diễn ra vào đầu tháng 9 năm 2018. Bà là Bộ trưởng Quốc phòng Ecuador từ ngày 28 tháng 11 năm 2012 đến ngày 23 tháng 9 năm 2014. Hiện tại, bà đang giữ chức Bộ trưởng Ngoại giao dưới thời Tổng thống Lenín Moreno. Bà cũng đã đảm nhiệm một số cương vị khác của Bộ trưởng trước đây. Bà là đại diện thường trực của Ecuador cho Liên Hợp Quốc tại Geneva từ tháng 10 năm 2014 đến tháng 5 năm 2017, và giữ chức vụ tương tự từ năm 2008 đến 2009. Bên cạnh sự nghiệp chính trị của bà, bà còn là nhà thơ và nhà viết luận.

## Thời trẻ
Espinosa sinh ngày 7 tháng 9 năm 1964 ở Salamanca, Tây Ban Nha trong thời gian lưu trú của cha mẹ bà trong thành phố. Bà thông thạo tiếng Pháp và tiếng Anh và biết tiếng Bồ Đào Nha. Bà có sở thích về thơ ca và sinh thái học. Bà đã học tại Lycée La Condamine và tốt nghiệp vào đầu những năm 1980.

## Giáo dục
Espinosa có bằng Tiến sĩ về Triết học trong môi trường địa lý từ Đại học Rutgers ở Hoa Kỳ, nơi bà cũng là một thành viên sau tiến sĩ năm 1996-1997. Espinosa có bằng thạc sĩ về Khoa học Xã hội và Nghiên cứu Amazonic. Bà cũng có bằng sau đại học về Nhân chủng học và Khoa học Chính trị từ Khoa Xã hội Latinoamericano de Ciencias ở Quito và một bằng cấp về Ngôn ngữ học Ứng dụng của Đại học Pontificia Católica del Ecuador. Thêm vào đó, bà đã giành được "Giải thưởng thơ quốc gia đầu tiên của Ecuador" vào năm 1990.